# Xuân Áng
Xuân Áng là một xã thuộc huyện Hạ Hòa, tỉnh Phú Thọ, Việt Nam.

## Địa lý
Xã Xuân Áng nằm ở phía tây nam huyện Hạ Hòa, có vị trí địa lý:
- Phía đông giáp thị trấn Hạ Hòa và xã Tứ Hiệp
- Phía tây giáp xã Hiền Lương
- Phía nam giáp huyện Yên Lập và các xã Bằng Giã, Vô Tranh
- Phía bắc giáp xã Đan Thượng.

Xã Xuân Áng có diện tích 45,21 km², dân số năm 2018 là 9.451 người, mật độ dân số đạt 209 người/km².

## Lịch sử
Địa bàn xã Xuân Áng hiện nay trước đây vốn là ba xã: Chuế Lưu, Lâm Lợi, Xuân Áng.
Trước khi sáp nhập, xã Xuân Áng có diện tích 24,72 km², dân số là 4.069 người, mật độ dân số đạt 165 người/km². Xã Lâm Lợi có diện tích 9,30 km², dân số là 2.530 người, mật độ dân số đạt 272 người/km². Xã Chuế Lưu có diện tích 11,19 km², dân số là 2.852 người, mật độ dân số đạt 255 người/km².
Ngày 17 tháng 12 năm 2019, Ủy ban Thường vụ Quốc hội ban hành Nghị quyết 828/NQ-UBTVQH14 về việc sắp xếp các đơn vị hành chính cấp xã thuộc tỉnh Phú Thọ (nghị quyết có hiệu lực từ ngày 1 tháng 1 năm 2020). Theo đó, sáp nhập toàn bộ diện tích và dân số của hai xã Lâm Lợi và Chuế Lưu vào xã Xuân Áng.